# Vanja Persson
Vanja Persson, född 29 januari 1969, är en svensk författare.

## Biografi
Vanja Persson är född och uppvuxen i Härnösand, men bor numera på Tofsö utanför Trosa. Hon är utbildad journalist, och drabbades i samband med examen av den kroniska sjukdomen ME/CFS. Hon har två barn och tre barnbarn.
Systern Karina Berg Johansson är en svensk barn- och ungdomsförfattare.

## Författarskapet
Vanja Persson debuterade med bilderboken Elefantens jul 2010, en rimmad julbok där hon både skrivit och illustrerat historien om elefanten som firar jul. Samma år utkom hon också med boken Om själen dör och meditationsskivan Godis för själen. År 2011 utkom hon med ungdomsboken Det gömda huset där man som läsare får möta tioåriga Ninni som hittar ett gömt hus.
År 2012 kom Rabarbertjuven, en deckarhistoria i bilderboksformat där debutanten Christoffer Hansen illustrerat den rullstolsburne deckarens framfart i förortsdjungeln. År 2015 utkom den fristående uppföljaren Morfars tofflor.
Krisboken - nyckeln till att överleva trots urusel ekonomi utkom 2017 och är Vanjas Perssons första bok om privatekonomi. 

## Media
Vanja Persson har medverkat i tv-program som Smartare än en femteklassare, Vem vet mest? och Go'kväll. Hon har också varit med i tidningsartiklar, bland annat i tidningarna Amelia, MåBra och Allas.